# Quận Hinsdale, Colorado
Quận Hinsdale là một quận thuộc tiểu bang Colorado, Hoa Kỳ.
Quận này được đặt tên theo George A. Hinsdale, một cựu Phó Thống đốc Lãnh thổ Colorado. Theo điều tra dân số của Cục điều tra dân số Hoa Kỳ năm 2010, quận có dân số 843 người. Quận lỵ đóng ở Lake City.

## Địa lý
Theo Cục điều tra dân số Hoa Kỳ, quận có diện tích 2910 km2, trong đó có 15 km2 là diện tích mặt nước.